# An der Crivitzer Chaussee

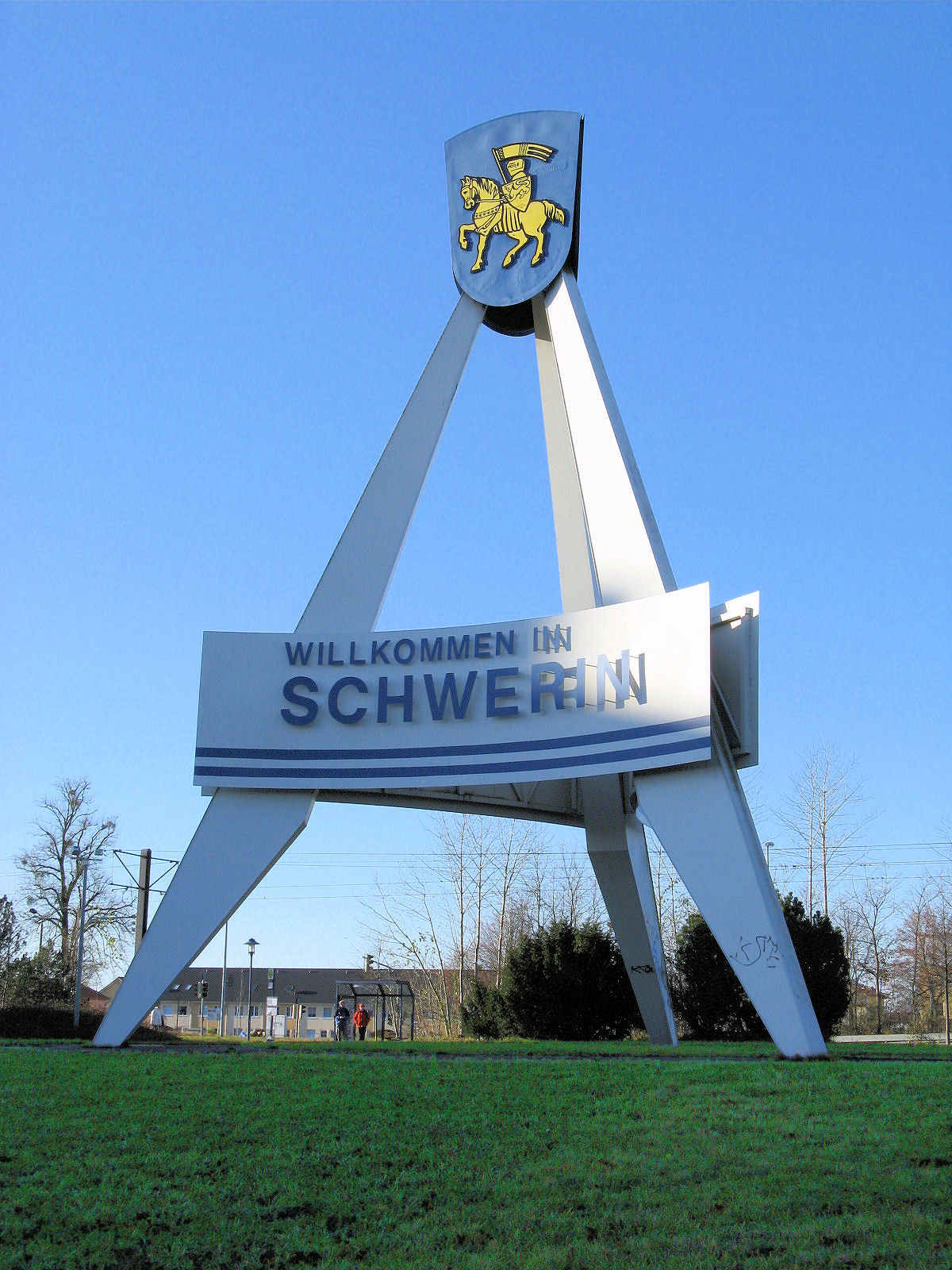
Skulptur Willkommen in Schwerin von 1977

Die Straße An der Crivitzer Chaussee ist eine 6200 Meter lange Straße in Schwerin, Stadtteile Großer Dreesch, Zippendorf, Neu Zippendorf, Mueßer Holz und Mueß im Osten. Sie führt als Bundesstraße 321 in West-Ost-Richtung von der Ludwigsluster Chaussee bis nach Raben Steinfeld und zum Autobahnkreuz Schwerin-Ost der A 14 sowie mit demselben Namen Richtung Crivitz.

## Nebenstraßen
Die Neben- und Anschlussstraßen wurden benannt als Ludwigsluster Chaussee nach der Stadt Ludwigslust, Gutenbergstraße nach dem Erfinder des modernen Buchdrucks Johannes Gutenberg (um 1400–1468), zwei unbenannte Wege, Egon-Erwin-Kisch-Straße nach dem Schriftsteller (1885–1948), Am Grünen Tal nach dem Tal, Pilaer Straße nach der seit 1996 Schweriner Partnerstadt Piła / Schneidemühl, unbenannter Weg, Bosselmannstraße nach dem Gutsbesitzer und Bauunternehmer Johannes Bosselmann († 1885), der in Zippendorf 1865 das Tivoli-Theater baute, Am Hang aufgrund der Hanglage, Plater Straße nach der nachbarlichen Gemeinde, Alte Dorfstraße (von Mueß), Mueßer Bucht nach der kleinen Bucht am Schweriner See, Lomonossowstraße nach der Stadt in Russland, Alte Crivitzer Landstraße, Consrader Weg nach dem Ortsteil von Plate, Mueß Ausbau nach dem Stadtteil und die B 321.

## Geschichte

### Name
Die Straße wurde benannt nach der 20 Kilometer entfernten, wahrscheinlich 1251 gegründeten östlichen Stadt Crivitz, zu der sie hinführt. Sie hat 4892 Einwohner (2018). Der Name Crivitz kommt aus dem Slawischen und bedeutet nach der altpolabischen Form Krivica so viel wie krumm oder gekrümmt; also Crivitz ist der gekrümmte Ort auf der Halbinsel am Crivitzer See.

### Entwicklung

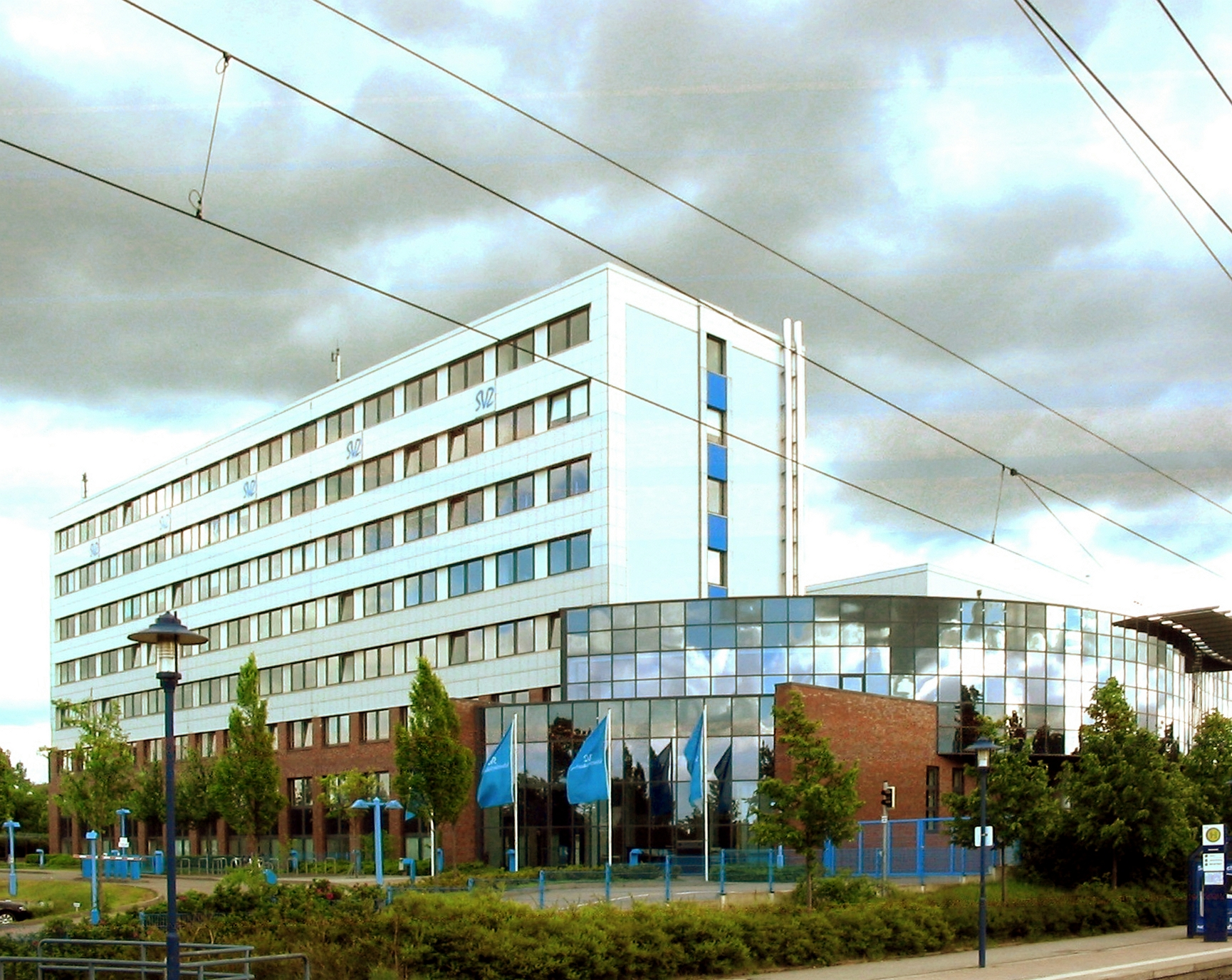
Verlagshaus der Schweriner Volkszeitung

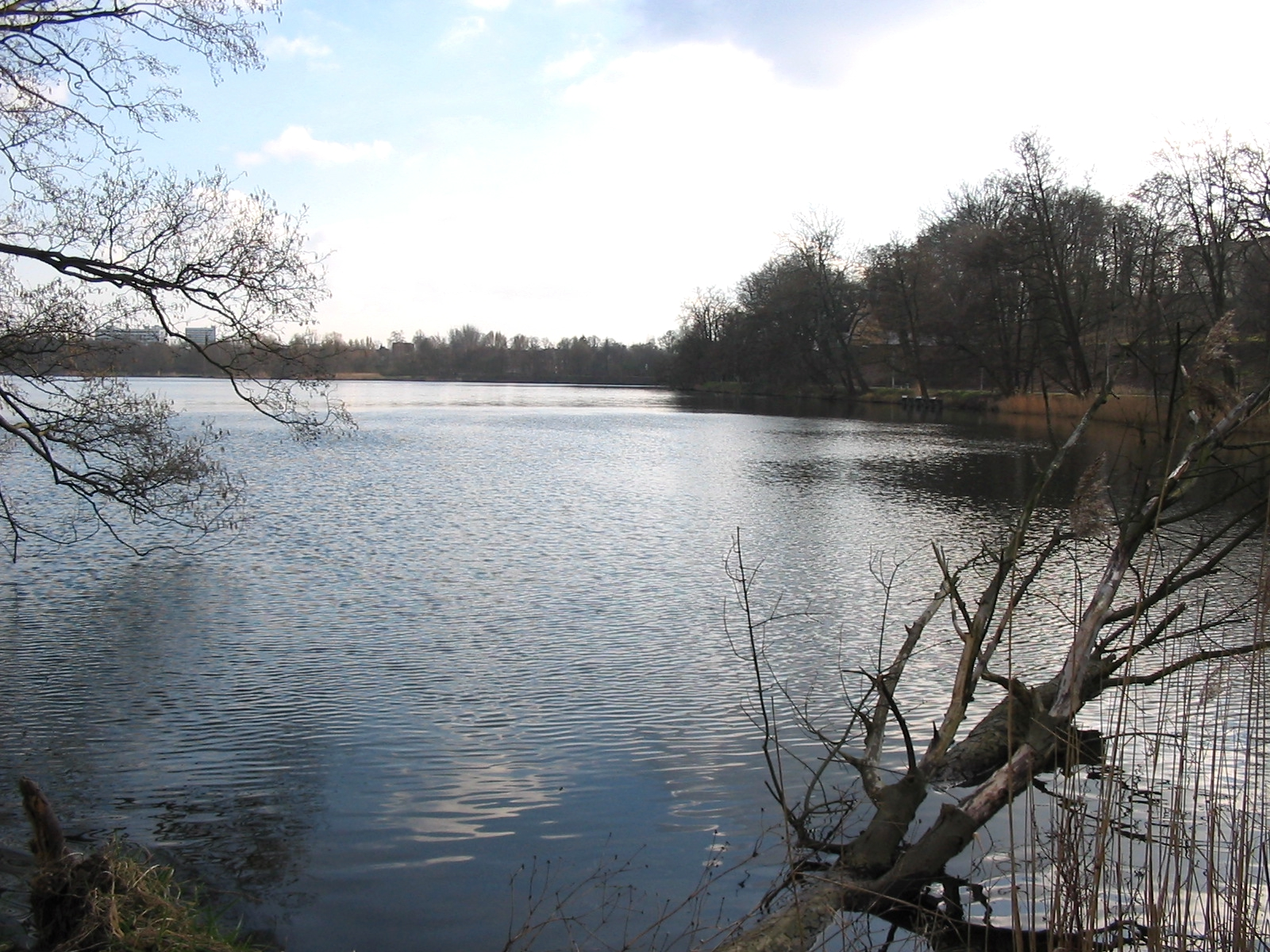
Fauler See

Im Mittelalter führte eine Wegeverbindung in Richtung des von den Grafen von Schwerin gegründeten Ortes Crivitz.
Für das sich entwickelnde Industriegebiet in Schwerin-Süd mussten ab 1971 viele Wohnungen gebaut werden, die u. a. im Großen Dreesch (benannt nach einer Flurbezeichnung) entstanden. Die Straßen Ludwigsluster Chaussee und Crivitzer Chaussee wurden im Bereich dieses neuen Stadtteils vierspurig ausgebaut. Aus dem Großen Dreesch wurden nach 1991 die drei Stadtteile Großer Dreesch, Neu Zippendorf und Mueßer Holz. Der Straßenteil zum Autobahnteilstück von 1986 zur Autobahn Hamburg–Berlin blieb ab der Plater Straße zweispurig, wobei verschiedene Einmündungsbereiche ausgebaut wurden.
Verkehrlich wird die Straße durch die Buslinie 6 der Nahverkehr Schwerin GmbH (NVS) teilweise erschlossen.

## Gebäude, Anlagen (Auswahl)

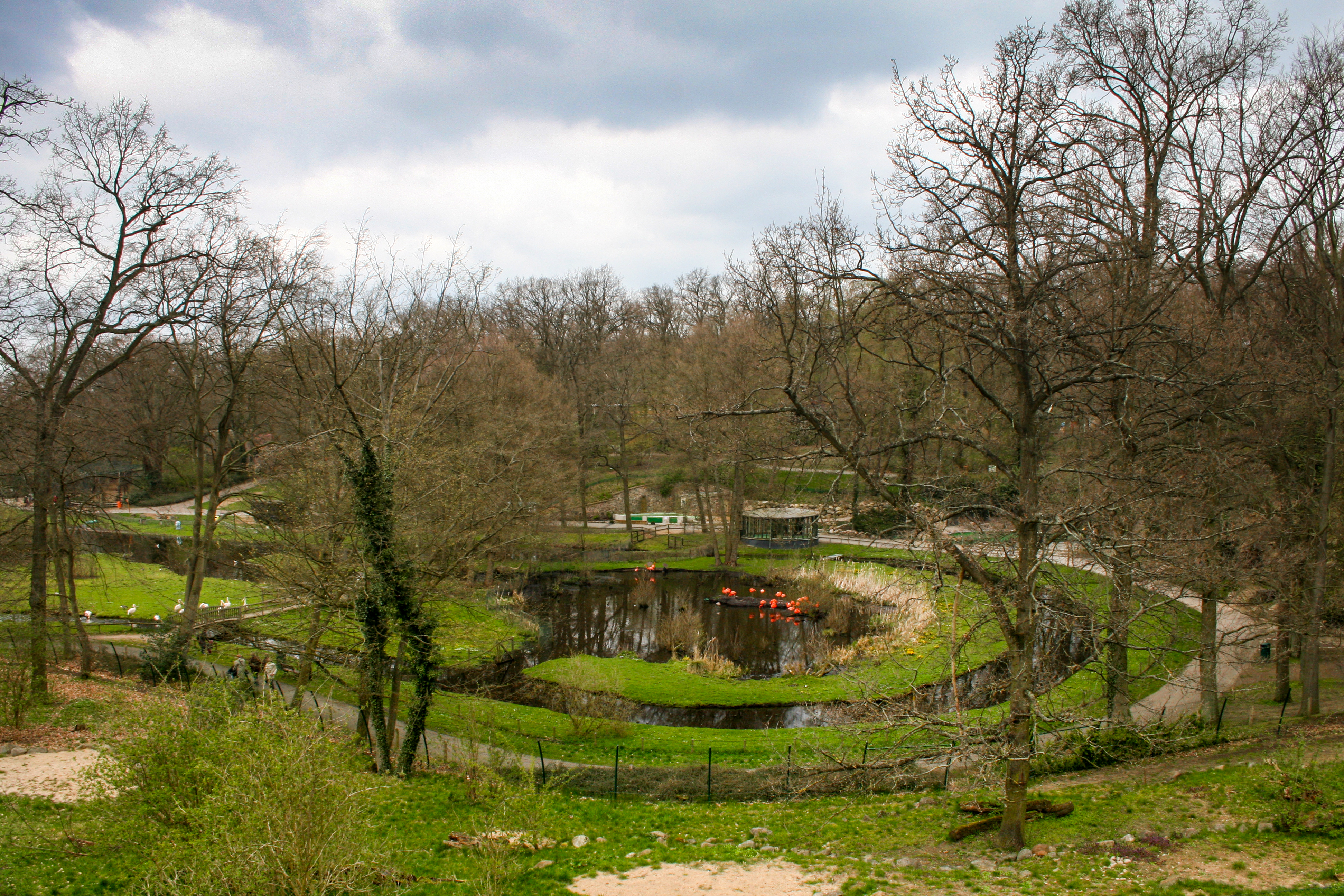
Schweriner Zoo

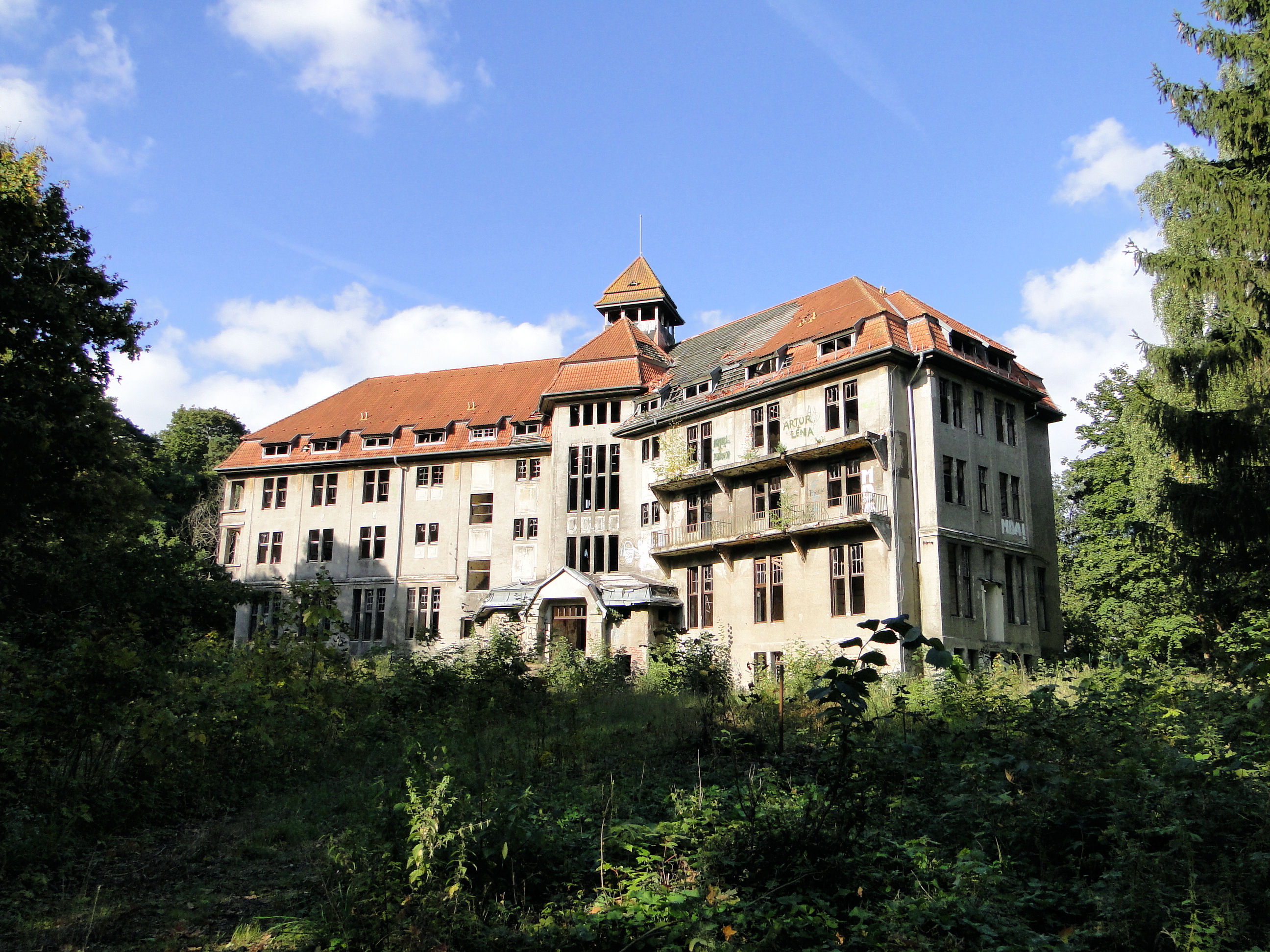
Kurhotel Zippendorf (2010)

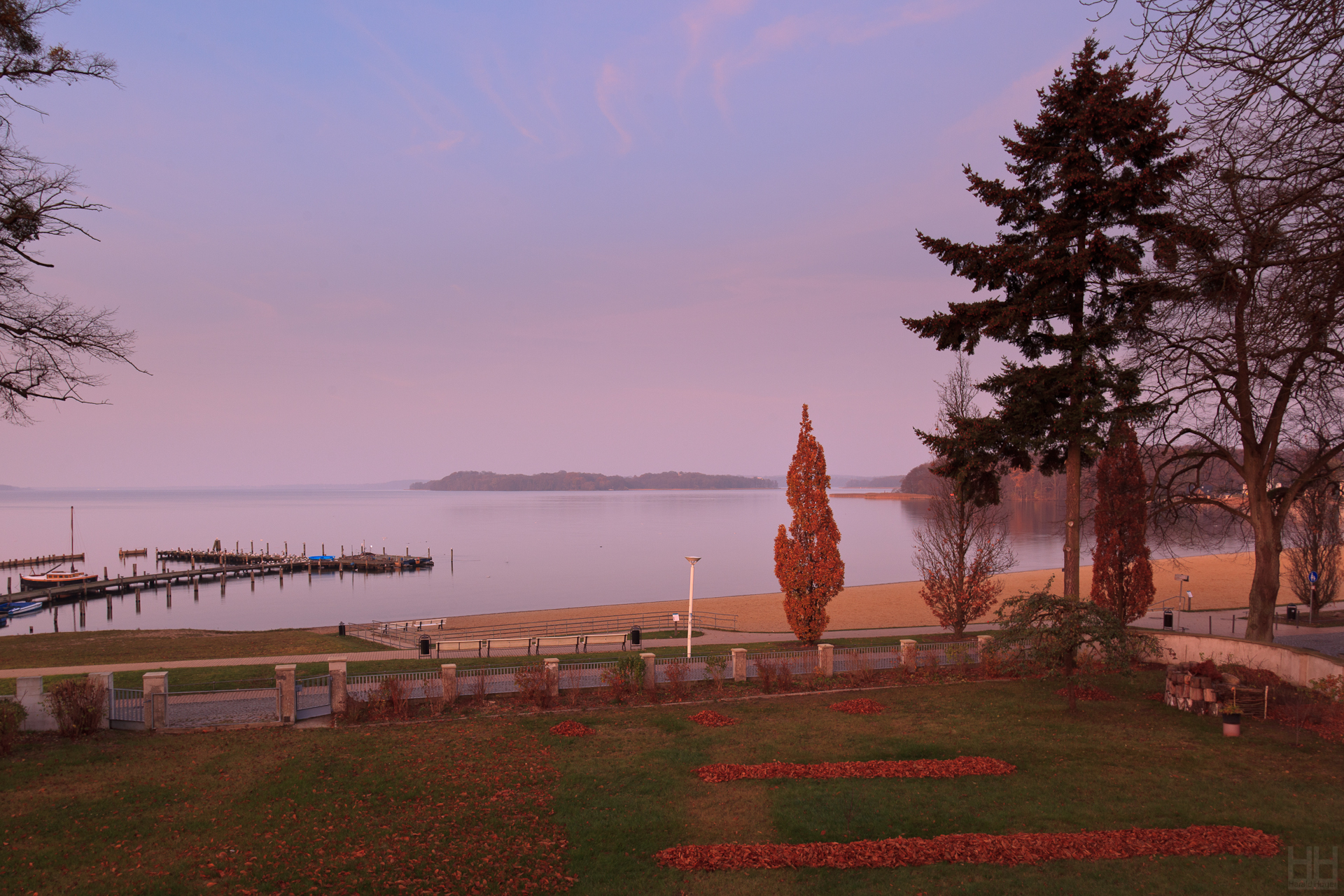
Strand in Zippendorf am Schweriner See

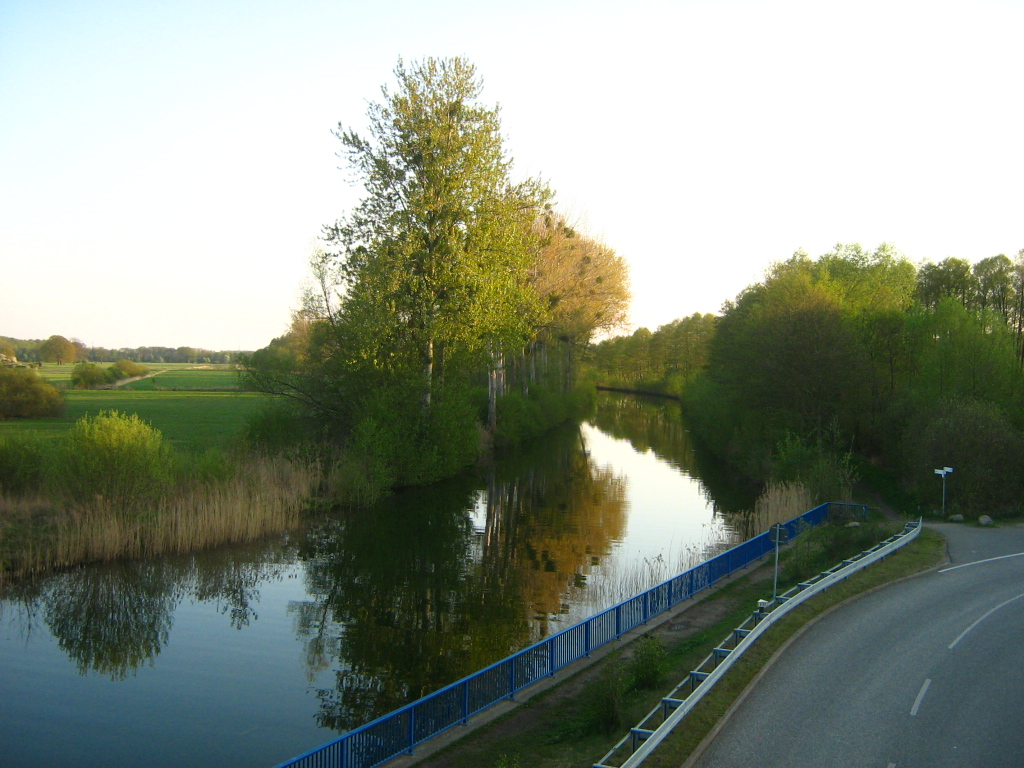
Stör und Straße in Schwerin-Mueß / Raben-Steinfeld

An der Straße stehen zumeist drei- bis fünfgeschossige und östlich 1-gesch. Gebäude. Die mit (D) gekennzeichneten Bauwerke stehen unter Denkmalschutz.
- Nördlich: Fauler See, rund 200 Hektar groß, 3 bis 5 Meter tief
- Nördlich: Gedenkstätte Todesmarsch Sachsenhausen (D)
- Südlich, Gutenbergstraße Nr. 1: 7-gesch. Verwaltungsbau von 1975 mit 2-gesch. neuerem (um 1996) halbrunden Anbau für den Zeitungsverlag Schwerin mit der Schweriner Volkszeitung (SVZ) von 1946
- Südlich: Betonskulptur Willkommen in Schwerin von 1977 (D)
- Südlich: Sportplatz Großer Dreesch
- Südlich: 4-gesch. neuere Gesamtschule Bertolt Brecht mit drei großen Flügelbauten
- Südlich: 3- bis 5-gesch. Mietwohnhäuser
- Nördlich, Nr. 1: 25 Hektar großer Schweriner Zoo von 1956 mit 154 Arten und ca. 2400 Tieren sowie dem Gasthof Am Zoo
- Nördlich, Nr. 15: Schweriner Kletterwald
- Südlich, Nr. 16: 1-gesch. Einkaufsmarkt
- Südlich, Pilaer Straße Nr. 3: 1-gesch. Einkaufsmarkt
- Südlich, Pilaer Straße: 3- bis 5-gesch. Mietwohnhäuser
- Fußgängerbrücke Bosselmannstraße von 1978 zum Schweriner Badestrand und zum 4-gesch. ehem. Kurhotel Zippendorf von 1910 (D), seit 1990 leerstehend
- Nördlich: Badestrand am Ufer des Schweriner Innensees in Zippendorf mit historischer Promenade
- Nördlich, Alte Dorfstraße 45: 6-gesch. ehemaliges Hotel Fritz Reuter mit zwei Flügeln und Staffelgechossen, heute Pflegeheim Wohnpark Zippendorf mit zusätzlichen 2- bis 3-gesch. Gebäuden von nach 2000.
- Südlich ab Plater Straße bis Lomonossowstraße: Waldstreifen
- Nördlich: Mueßer Bucht mit Bootsanleger
- Südlich, Ecke Lomonossowstraße: 1-gesch. Fachwerkhaus als Puppentheater Kinninghus am Mueßer Berg
- Südlich, Ecke Lomonossowstraße: großes Kleingartengebiet
- Nördlich, Alte Crivitzer Landstraße 4: 1-gesch. Einkaufsmarkt
- Brücke des Consrader Weges
- Brücke und Zufahrt Mueß Ausbau und über den
- Störkanal an der Einmündung in den Schweriner Innensee als 44,7 Kilometer lange Schifffahrtsstraße im Westen Mecklenburg-Vorpommerns. Sie ist eine Bundeswasserstraße der Müritz-Elde-Wasserstraße (MEW). Vom Schweriner See kommend, floss die Stör ursprünglich sehr kurvenreich durch das flache und breite Flusstal, vorbei an der Gemeinde Plate. Ab 1831 wurde zur Verbesserung der Schiffbarkeit die Stör ab dem Schweriner See bis Banzkow begradigt und verbreitert.

### Denkmale, Gedenken
- Gedenkstätte von um 1950 als Findlingstein in der Nähe des Faulen Sees für den Todesmarsch von 1945 vom KZ Sachsenhausen. Die Häftlinge wurden durch die am 2. Mai 1945 in Schwerin einrückenden US-Truppen in Schwerin untergebracht.[2]
- Nördlich, bei der Straße Am Grünen Tal: Mahn- und Gedenkstätte „Grünes Tal“ für die 1961 bei Bauarbeiten entdeckten und in Sammelgräbern hier bestatteten um 550 Kriegsgefangenen, die zum Großteil aus der Sowjetunion, sowie auch aus Frankreich, Jugoslawien und Polen stammten und im Kriegsgefangenenlagers Stalag II (Stern Buchholz) untergebracht waren.
  - Gedenkstein von 1961
  - Stele, 1978 von Wieland Schmiedel
  - Bronzejüngling vor Torsowand, 1982 von Wieland Schmiedel
  - Informationstafel von 2019

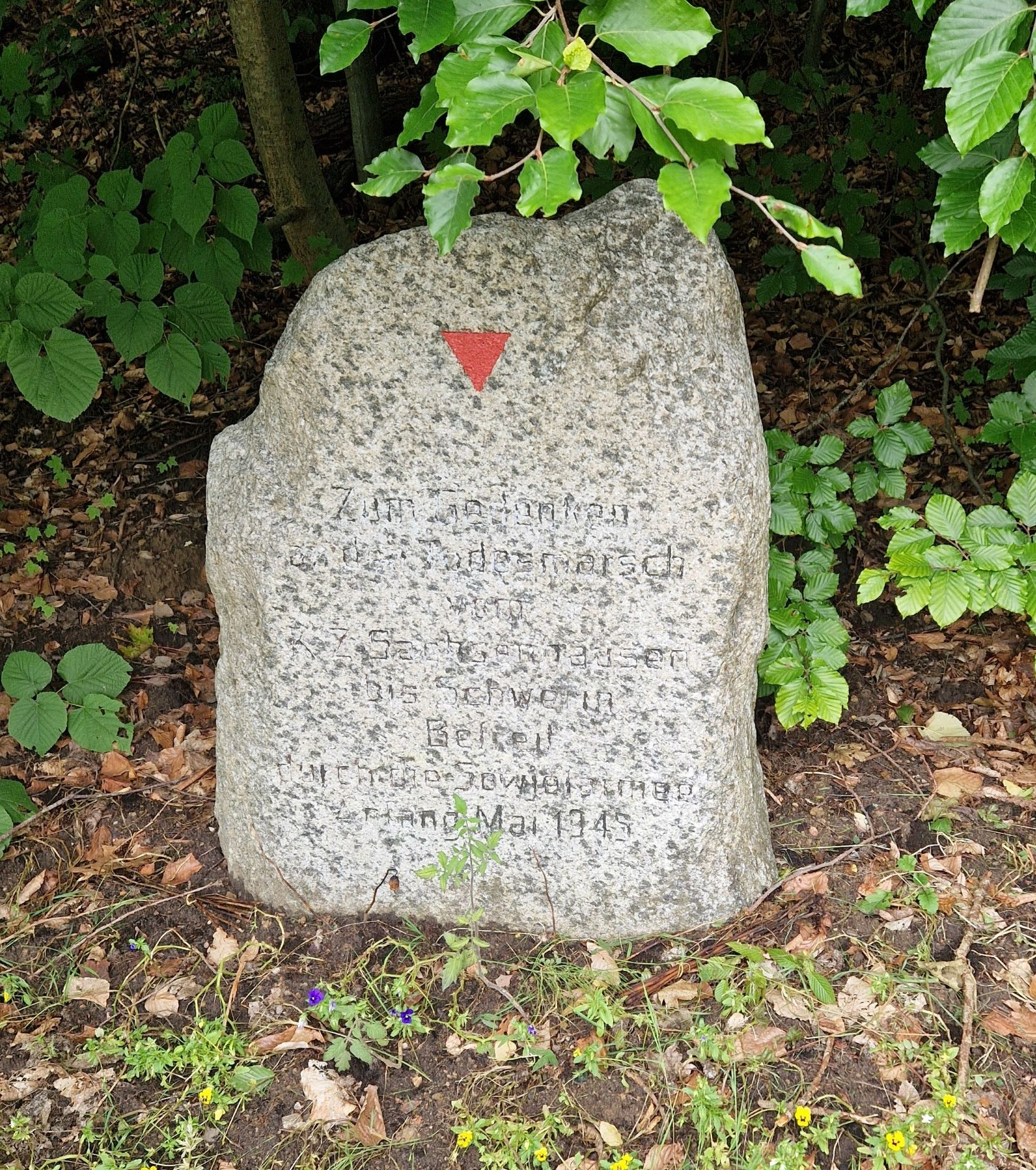
Gedenkstein Todesmarsch KZ Sachsenhausen (An der Crivitzer Chaussee, Höhe Plater Straße)
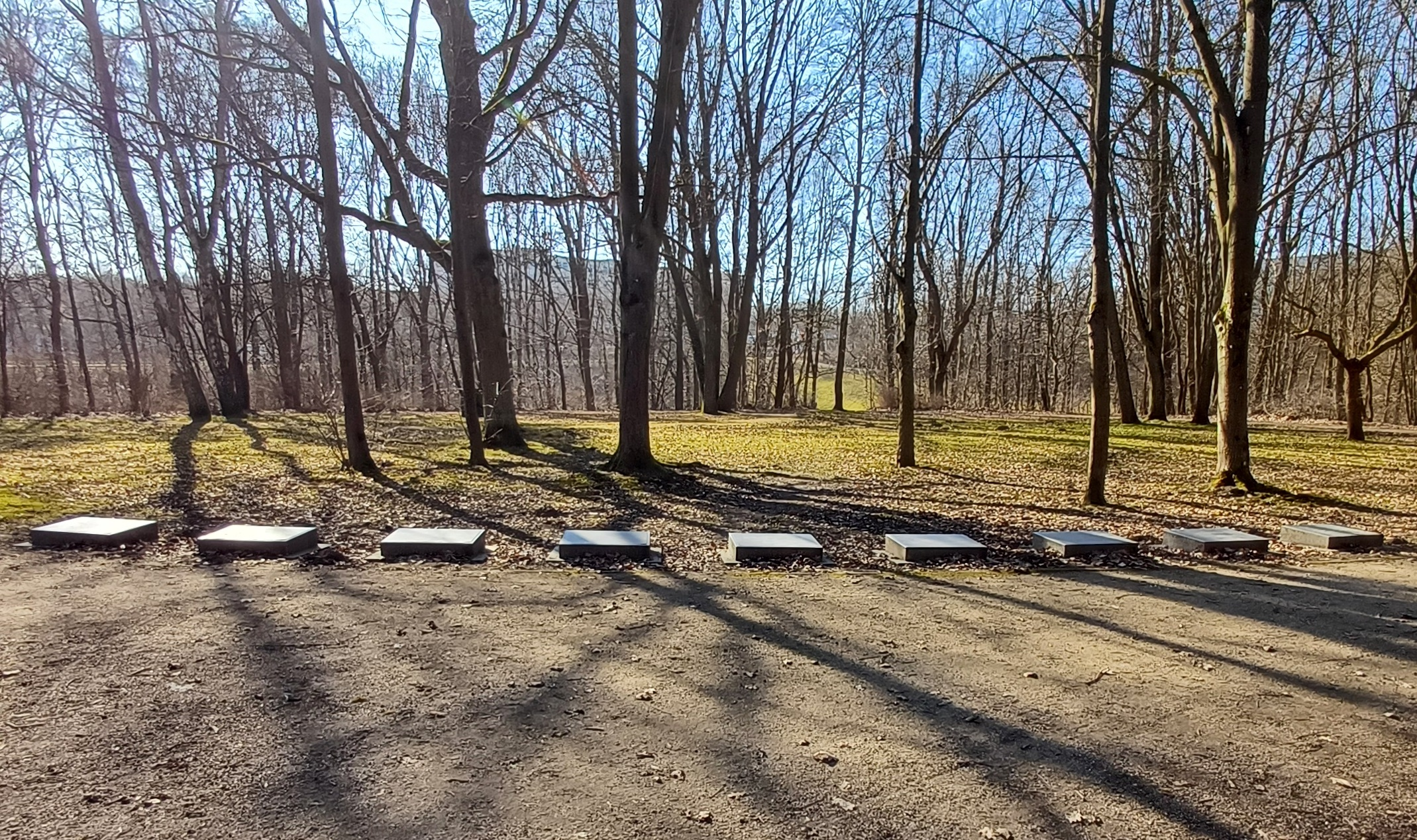
Mahn- und Gedenkstätte „Grünes Tal“
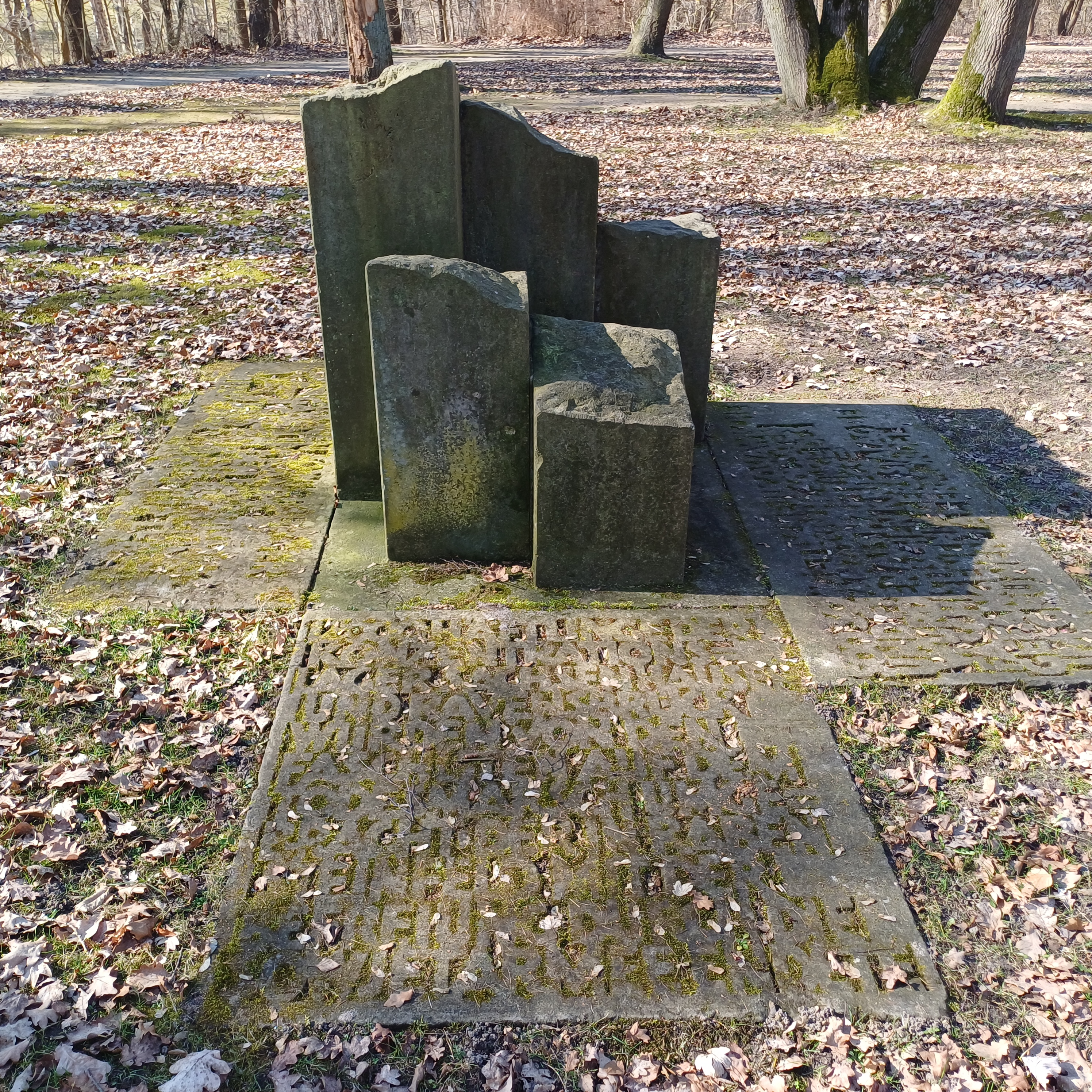
„Grünes Tal“: Stele von Wieland Schmiedel
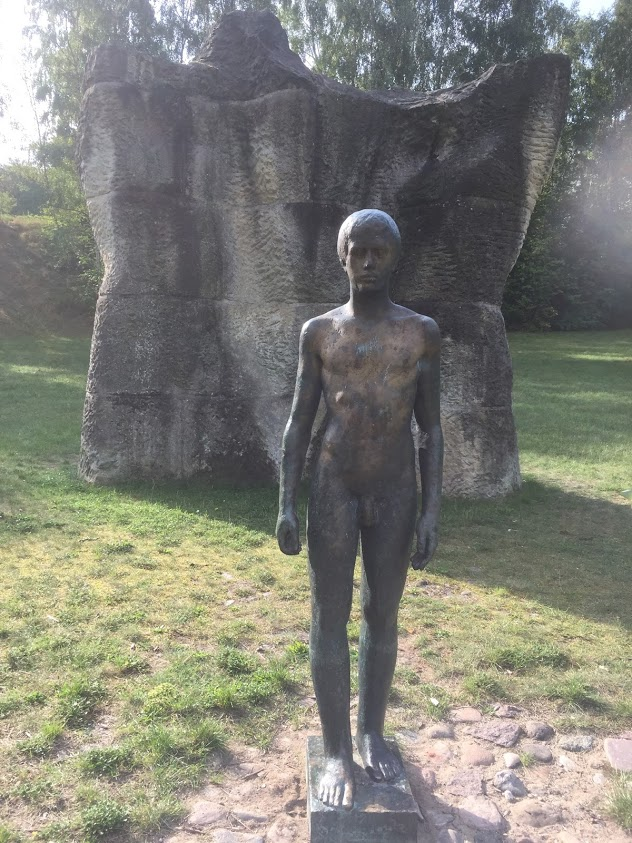
„Grünes Tal“: Bronzejüngling vor Torsowand
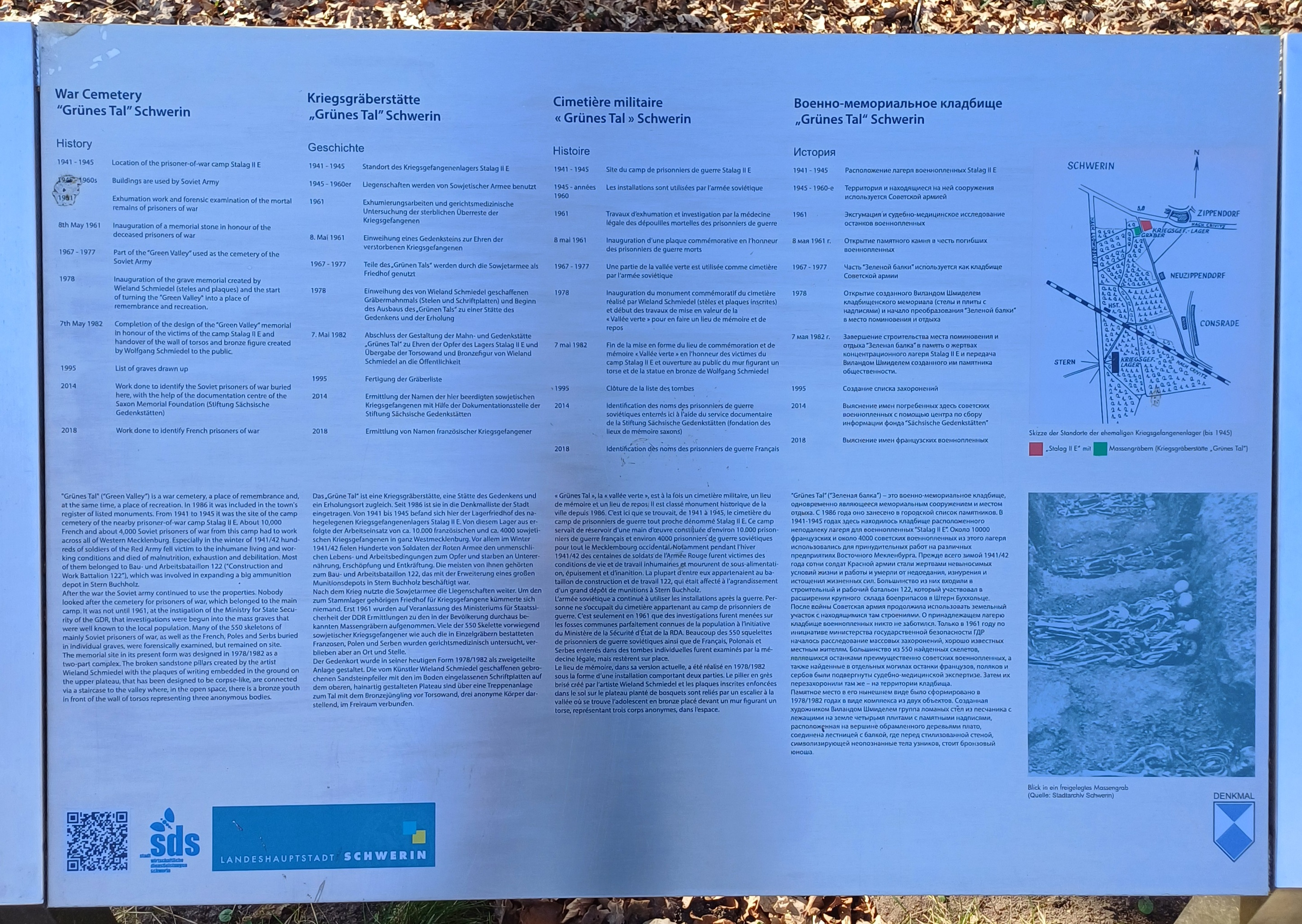
„Grünes Tal“: Informationstafel von 2019
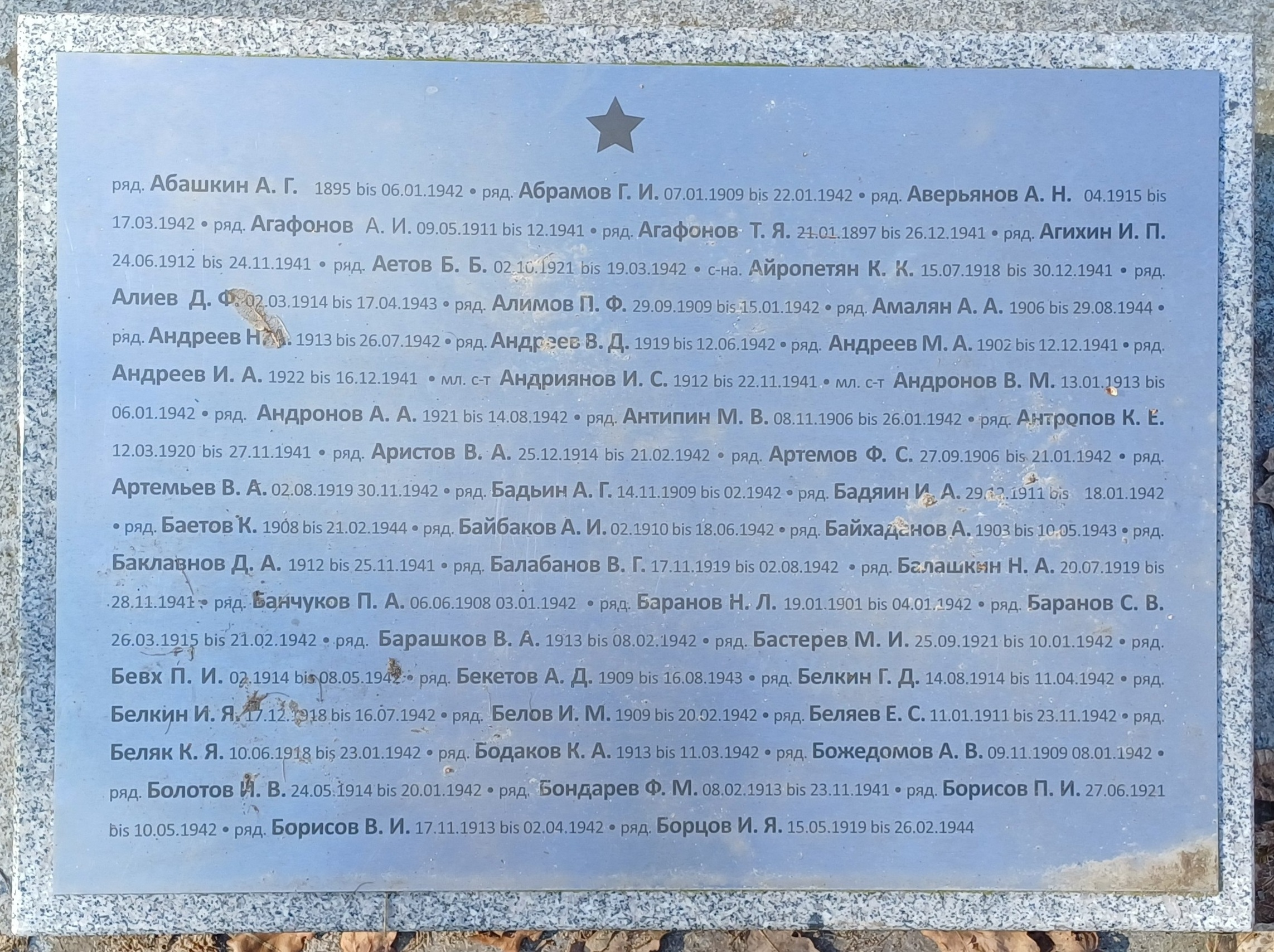
„Grünes Tal“: Bodentafel mit Gräberliste (13 insg.)